# Астакос
Астако́с (греч. Αστακός) — малый город в Греции. Расположен на высоте 10 м над уровнем моря, на берегу бухты Астакос Ионического моря, у подножья горы Велуца (Προφήτης Ηλίας ή Βελούτσα, 930 м), которая является оконечностью гор Акарнаника, у устья реки Ксиропотамос (Ξηροπόταμος). Административный центр общины Ксиромеро в периферийной единице Этолия и Акарнания в периферии Западная Греция. Население 2000 человек по переписи 2011 года.

## История
Древний город Астак (лат. Astacus) был портовым городом. Афиняне взяли Астак в начале Пелопоннесской войны, изгнали тирана Еварха и присоединили город к своему союзу. Коринфяне приплыли на сорока кораблях и вернули тирана Еварха в Астак. Упоминается Страбоном вместе с одноимённым городом в Вифинии, близ Никомедии и Астакенского залива

## Сообщество
Община Астакос (Δήμος Αστακού) создана в 1836 году. Сообщество Астакос (Κοινότητα Αστακού) создано в 1912 году (ΦΕΚ 261Α). В сообщество входит деревня Валтион. Население 2732 человек по переписи 2011 года. Площадь 72,475 квадратного километра.
| Наименование | Население (2011), человек |
| ------------ | ------------------------- |
| Астакос      | 2696                      |
| Валтион      | 36                        |

## Население
| Год  | Население, человек |
| ---- | ------------------ |
| 1991 | 2470               |
| 2001 | 2522               |
| 2011 | ↗ 2696             |